# ゴッドフリート・ルメラトゥ
ゴッドフリート・ルメラトゥ（Godfried Roemeratoe、1999年8月19日 - ）は、オランダ・フリシンゲン出身のサッカー選手。ハポエル・テルアビブFC所属。ポジションはミッドフィールダー。

## 経歴
2014年よりFCトゥウェンテで育成され、2018年12月、NECナイメヘンとのホーム戦にて途中交代でデビューした。